# Tahuata
Tahuata (franska île Tahuata, tidigare Santa Cristina) är en ö i Franska Polynesien i Stilla havet.

## Geografi
Tahuata ligger i ögruppen Marquesasöarna och ligger ca 1.300 km nordöst om Tahiti.
Ön har en area om ca 61 km² och ca 700 invånare, huvudorten Vaitahu har ca 300 invånare. Övriga orter är Hanatetena, Hapatoni och Motopu. Tahuata skiljs av sundet Ha‘ava / Canal du Bordelais från Hiva Oa endast ca 3 km därifrån.
Högsta höjden är den utslocknade vulkanen Mont Tumu Meae Ufa med ca 1.050 m ö.h. och öns centrala del utgörs av en hög ås. Tahuata är den enda ön i Marquesasöarna med korallformationer.

## Historia
Ön beboddes troligen av polynesier redan på 900-talet, den upptäcktes av spanjoren Álvaro de Mendaña de Neira 1595.
Åren 1838 till 1842 var ön basen för det väpnade motståndet under ari‘i rahi (kung) Iotete I mot Frankrikes koloniplaner.
Den 1 maj 1842 annekterades slutligen Tahuata och övriga Marquesasöarna av Frankrike när amiral Dupetit-Thouars och ledarna för de olika öarna undertecknade avtalet som överlämnade styret till Frankrike.
1903 införlivades ön tillsammans med övriga öar inom Marquesasöarna i det nyskapade Établissements Français de l'Océanie (Franska Oceanien).